# ガレス・トーマス
ガレス・トーマス（Gareth Thomas、1993年9月1日 - ）は、ウェールズのラグビーユニオン選手。ユナイテッド・ラグビー・チャンピオンシップのオスプリーズに所属している。

## 経歴
2014年までは、スカーレッツの地域育成チームであるカーマーゼン・クインズRFCのほか、スカーレッツ、ラネリRFCに在籍した。
2014年、オスプリーズに加入。
2021年7月、ウェールズ代表に選ばれ、カナダ代表戦で控えから出場し、代表初キャップを獲得した。
2022年7月9日、ウェールズ代表が南アフリカ共和国代表に歴史的 初勝利をした試合に出場した。
2023年、ワールドカップ2023（フランス大会）に出場。